# Tuza Norbert
Tuza Norbert (Kecskemét, 1986. szeptember 25. – ) magyar filmrendező, kreatív szakember, forgatókönyvíró, zenész, műsorvezető. Az Ambient Pictures filmes/kreatív csapat alapítója Szín Róbert operatőr / vágó társával. Legismertebb munkáik között tudhatjuk a Csáth Géza zeneművészeti oldalát feltáró egyedülálló művészeti-dokumentumfilmet és a kivételes látványvilágú, az “üres Budapesten forgatott” Zenélő Budapest 2020 filmet. A csapat hívta életre és készíti a KameraZene és ZeneHorizont komolyzenei műsorsorozatokat is.

## Tanulmányai
A Budapesti Metropolitan Egyetemen tanult, Sas István rendező keze alatt, őt tartja legfőbb mentorának.

## Szakmai életút
2016-ban készítette el a Cloud9+ számára a Radio videóklipet, az első filmtartalmat, ami a Brody Villa – The Writer's Villa -ban készült.
2017-ben készítette el a Random Trip számára az egyedülálló Zenehíd klipet SAIID-al, Wolfie-val, Eckü-vel, MC Kemonnal, Busa Pistával, MC Zeek-el, Meszka-val, Koszi Jankával és Zahár Fannival.
2018-ban a Petőfi Zenei Díjon két videóklipjét is (Random Trip – Hajolj közel, NB – LOL) az év 5 legjobb klipje közé választották.
2015 óta rendszeresen vezet és kreál szakmai konferencia beszélgetéseket, kerekasztal vitafórumokat a Media Hungary és Internet Hungary sorozatokon.
A Puskás Peti által életre hívott Highlights of Hungary és Edison Platform díjas Füri Zenetér csapat zenésze.
2017 óta a Műcsarnok kommunikációs vezetője is egyben.
Számos különleges reklámfilmet készített, többek között:
- az AXE számára Szirmai Gergely, Kemény Zsófi és iamyank közreműködésével Find Your Magic címen,
- az Opel számára a Random Trip-pel, Tóth Vera, Szabó Balázs, Wolfie, Saiid, MC Kemon, Jónás Vera, Eckü, Schoblocher Barbara, Koszi Janka, Szepesi Mátyás, Szebényi Dániel, Járai Márk, Gerendás Dániel és Horváth Gergely közreműködésével.
- a Budapest Rooftop Cinema számára Puskás Peti, Kovács Panka és iamyank közreműködésével
- a Danone számára Marge közreműködésével 360 fokban felvéve
- az Appy karitatív szervezet számára Puskás Peti és Dallos Bogi főszereplésével
Győr, Gyula és Pápa városának is több tucat városbemutató dokumentum- és imázsfilmanyagot készített, többek között Dallos Bogi, Nyári Károly, Görbicz Anita, Velekei László, Heinz Gábor Biga, Szabó Zé, Janicsák Veca, Fehérvári Gábor Alfréd, Hódosi Enikő Manoya és Kovács Lajos közreműködésével.
Zenei videóklipeket rendezett már többek között a The Biebers és Fluor Tomi, a Cloud9+, a Random Trip és Lábas Viki, Járai Márk, Heinz Gábor Biga, Farkas Roland Wolfie, a USEME, NB és FISH, Koszi Janka, valamint a Soulwave számára Törőcsik Franciska és Ember Márk főszereplésével is, illetve a Follow The Flow számára Farkas Franciska főszereplésével.
Az MTV Hungary zenecsatornán 2018 – 2020 között futó Brand:New mini zenei beszélgetős műsor rendezője, Szín Róbert operatőr / vágó társával.
A Budapesti Filharmóniai Társasággal karöltve több tucat komolyzenei ismeretterjesztő filmtartalmat írt és rendezett a KameraZene sorozat, a ZeneHorizont sorozat, a Csáth Géza zenei világa dokumentumfilm, az Egyéniségek Összhangban imázsfilm, a Zenélő Budapest 2020 filmprodukciók, vagy a Magyar Himnusz regényes keletkezési történetét bemutató dokumentumfilm formájában Juhász Annával és Becze Szilviával.

## Magánélete
Felesége, Szegő Hanna kulturális menedzser, művészettörténész.

## Kiemelt rendezései, filmográfia
- Cloud9+ – Radio (operatőr: Szín Róbert, zenei videoklip, 2016)
- Cloud9+ – When we were young (operatőr: Szín Róbert, zenei videoklip, 2017)
- Soulwave – Kalandor (operatőr: Szín Róbert, zenei videoklip, 2016) Archiválva 2022. július 9-i dátummal a Wayback Machine-ben
- Soulwave – Nehezen Múlik (operatőr: Szín Róbert, zenei videoklip, 2017)
- Axe – Find Your Magic (operatőr: Szín Róbert, 2017)
- NB feat Fish – Megállíthatatlan (operatőr: Szín Róbert, zenei videoklip, 2017)
- Biga feat Wolfie – Halhatatlan blues (operatőr: Szín Róbert, zenei videoklip, 2017)
- The Biebers feat FuraCsé – Dübörög a ház (operatőr: Szín Róbert, zenei videoklip, 2018)
- The Biebers feat Fluor – Valami mást (operatőr: Szín Róbert, zenei videoklip, 2017)
- Győr Európa Kulturális Fővárosa – pályázati film (operatőr: Szín Róbert, 2017)
- Gyula – Otthon bárhol (werkfilm) (operatőr: Szín Róbert, 2017)
- Pápa – városbemutató imázsfilm (operatőr: Szín Róbert, 2019)
- Follow the Flow – Maradok Távol (operatőr: Szín Róbert, zenei videoklip, 2018)
- USEME – Mézmocsár (operatőr: Szín Róbert, zenei videoklip, 2018)
- Koszi Janka – Ez nem illúzió (operatőr: Tokodi Gábor, zenei videoklip, 2018)
- Soulwave – Szaladok (operatőr: Szín Róbert, zenei videoklip, 2017)
- Budapest Rooftop Cinema filmek (operatőr: Szín Róbert, 2019)
- Soulwave – Hazakísérlek (operatőr: Szín Róbert, zenei videoklip, 2016)
- Gyula – Erkel Diák Ünnepek AFTERMOVIE (operatőr: Szín Róbert, 2019)
- Brody Halloween AFTERMOVIE (operatőr: Szín Róbert, 2016)
- Danone Actimel – Stay Strong Band, Karácsonyi Dal (operatőr: Szín Róbert, 2016)
- Füri Zenetér – 2020 Borsodi adomány kirándulás
- Appy adományautomata imázsfilm (operatőr: Szín Róbert, zenei imázsfilm, 2020)
- Random Trip – Hajolj közel, zenei videóklip, 2017, operatőr: Szín Róbert és Horváth Csaba
- NB – LOL, zenei videóklip, 2017, operatőr: Szín Róbert
- KameraZene sorozat
- Random Trip – Zenehíd videoklip
- A Himnusz regényes története – dokumentumfilm (2020, operatőr: Szín Róbert)
- Budapesti Filharmóniai Társaság – Egyéniségek Összhangban 1853 óta (operatőr: Szín Róbert, zenei imázsfilm, 2020)
- Budapesti Filharmóniai Társaság – ZeneHorizont sorozat – Kötéltánc (operatőr: Szín Róbert, zenei imázsfilm, 2020)
- Budapesti Filharmóniai Társaság – ZeneHorizont sorozat – Véletlen (operatőr: Szín Róbert, zenei imázsfilm, 2020)
- Zenélő Budapest 2020 (operatőr: Szín Róbert, zenei imázsfilm, 2020)
- Csáth Géza zenei világa dokumentumfilm (operatőr: Szín Róbert, 2020)
- Klasszik Rádió – Jazzy Rádió interjúk  Archiválva 2020. április 20-i dátummal a Wayback Machine-ben